# Maaike Schoon
Maaike Schoon (28 maart 1984) is een Nederlandse onderzoeksjournaliste die zich bezighoudt met economie en politiek. Sinds augustus 2021 is ze presentator van televisieprogramma Buitenhof.

## Journalist
Vanaf 2003 studeerde zij ‘Theatre Literature, History, and Criticism’ aan de Rijksuniversiteit Groningen. Na het behalen van haar BA-graad in 2006 ging ze naar de Universiteit van Amsterdam, waar ze in 2008 een MA-graad behaalde in de studie Journalistiek. 
Maaike Schoon werkt sinds 2008 bij Het Parool en schreef er met anderen de rubriek Eigen Huis. Daarna schreef ze columns en essays voor tijdschrift Opzij en maakte daarnaast interviews. 
Sinds 2018 werkt ze als onderzoeksjournalist voor Vrij Nederland. Tot de door haar geïnterviewde economen behoren Thomas Piketty en Mariana Mazzucato.

## Presentator
Schoon was presentatrice bij debatten in De Rode Hoed en Pakhuis de Zwijger.
In 2015 werd ze senior redacteur bij het programma Buitenhof. Sinds augustus 2021 presenteert zij Buitenhof namens de VPRO.
Als hoofd-research maakte ze met presentatoren Twan Huys en Pieter Jan Hagens de docuserie Waarde van de Aarde over grondstoffen, politiek en belastingontwijking uit 2021.
In maart 2022 interviewde Schoon de Russische ambassadeur Aleksander Sjoelgin over de oorlog in Oekraïne. 